# 李木生
李木生（1912年—1971年），中国人民解放军将领、中国人民解放军开国少将。
曾任中国人民志愿军23军68师师长，后任南京军区公安军副司令员。1955年，授予中国人民解放军少将。